# 羊膜穿刺術
羊膜穿刺術、羊膜腔穿刺术或羊水檢測是一種醫學上的產前診斷，診斷的樣本是取自於發育中的胎兒週圍的羊水。這項診斷主要是針對胎兒的唐氏症、鐮刀型紅血球疾病(sickle-cell disease)、囊腫性纖維化(cystic fibrosis)等先天遺傳疾病和單基因遺傳疾病的基因分析，還有胎兒成熟度的鑑定、開放性神經管缺損和子宮內胎兒溶血的診斷。對於脊髓性肌肉萎縮症(SMA)、腎上腺腦白質失養症(Adrenoleukodystrophy, ALD)、小腦萎縮症、杭廷頓舞蹈症(Huntington's disease)檢測的準確度可達95%。
羊膜穿刺術可以快速且安全地取得胎兒周邊的羊水。這項試驗最早可以在懷孕第13週施行。標準的檢驗時間約在懷孕第15-20週之間。檢驗結果約在2週後可取得。一般來說，在施行羊膜穿刺術或其他基因檢測前，會提供遺傳諮詢。
這項技術建立在細胞培養和DNA分析的基礎上，因此自1966年這兩項技術逐漸發展成熟後，才慢慢建立起來。

## 風險
羊膜穿刺術對於胎兒的安全的風險少於絨毛膜取樣術，但是絨毛膜取樣術可以在懷孕更早期施行。羊膜穿刺術屬於侵入性的檢查，可能會造成0.1-0.2%的流產風險，也有0.05%的機率會造成新生兒外型的傷害。

## 流程
依據超音波的結果，利用長針筒抽取羊水。長針頭穿刺母親的腹部，將羊水吸出20~30毫升。
接著將羊水離心取出沉澱在底部的細胞，選用適當培養液將細胞在保溫箱培養1周左右增加數量，再經過秋水仙素處理，使染色體複製停留在中期（Metaphase）。然後以低張的氯化鉀溶液打破細胞，釋出染色體，最後經過固定和染色，即可在高倍顯微鏡下看到包含46條染色體的若干群落（Colony）。
選取適當的幾群染色體拍下照片，用純人工或在電腦軟體輔助下，將染色體圖樣一對一對排好，觀察是否有染色體數量、型態的異常。此外，有些異常結果（如：鑲嵌、轉位、刪除...）將和父母親的血液分析結果再次比對，看看這樣的異常染色體型態是否會影響未來生長發育。
35歲前的女性生產有先生天疾病的新生兒機率較低，可選擇其他的遺傳檢測，例如做母血中α-胎兒蛋白(alpha-fetoprotein)的測試或是非侵入性胎兒染色體基因檢測。羊膜穿刺術無法檢驗出所有的基因問題或是先天性缺陷。

## 檢驗
羊膜穿刺術是最普遍的產前診斷，平均約在懷孕第14-16週施行，傳統的羊膜穿刺術是在懷孕15-16週進行，早期羊膜穿刺術是在懷孕第10到14週進行。抽取羊水之前，先透過超音波檢查觀察胎兒的生長情形，胎兒的個數，胎兒的外型，然後利用長針頭穿過母親的腹壁，先抽掉5毫升羊水後，再吸取約20毫升的羊水，羊水中含有胎兒的皮膚和其他發育過程中脫落的細胞，檢驗時主要是針對這些細胞中的DNA，來排除遺傳性和先天性缺陷的可能性。經過離心後，分離出上清液和纖維組織母細胞(fibroblast)，經過2-3個星期的培養後，收取細胞進行核型分析(karyotype analysis)、生化分析、DNA分析。

## 對象
因為35-40歲的懷孕婦女，新生兒具有染色體異常現象的機率達1%，因此羊膜穿刺術主要的對象為35歲以上和生育過先天性疾病新生兒、有家族遺傳性疾病病史的懷孕女性。